# 橘斑無鰭蛇鰻
橙斑无鳍蛇鳗，也作鳩岡氏無鳍蛇鰻，是蛇鳗科无鳍蛇鳗属一种，分布于日本及中国海域。模式产地为日本爱媛县，种加词源自日本大阪市立自然史博物馆研究员波戸岡清峰的姓氏。

## 形态特征
全长（TL）265-534毫米。体细长：全长为尾长的1.6—1.7倍，头长的17—20倍及体宽的67—111倍。前鳃盖骨感觉孔4个，颞上管具7个感觉孔；齿圆锥形，上下颚和犁骨上单行；犁齿单个；身体呈黄棕色至深棕色，具黑色小斑，头部和胸部具浅棕色斑点；新鲜标本具有红棕色斑点，躯干中部两侧的斑点颜色稍淡，头部和胸部为明亮的橙色斑点，有些比眼睛还大；平均脊椎骨形式54—39，总脊椎骨数137—141。